# Gustav Bayn
Gustav Bayn, auch Gustav Bayn-Lawalde, (* 2. November 1895 in Lawalde; † 21. November 1974 ebenda) war ein deutscher Heimatdichter und Kommunalpolitiker. Er schrieb meist in der Mundart der mittleren Oberlausitz.

## Leben
Gustav Bayn war der Sohn eines Webers. Nach dem Besuch der Volksschule in Lawalde war er als Fabrikarbeiter in Webereien tätig. Während des Ersten Weltkriegs wurde er einberufen und im Feld verwundet. Nach seiner Rückkehr in die Heimat erhielt er eine Anstellung bei der Amtshauptmannschaft Löbau.
Bereits mit 17 Jahren hatte er sein erstes eigenes Gedicht verfasst. Seine Kriegserlebnisse hielt er in dem Buch Im Sturmgebraus des Weltkrieges fest. 1928 ging er mit einem Bühnenstück erstmals an die Öffentlichkeit. Der Erfolg ließ ihn bis 1963 weitere 33 Bühnenstücke verfassen, von denen mehrere im Stadttheater in Bautzen aufgeführt wurden. Daneben schrieb er die Ortschronik von Lawalde.
Nach Ende des Zweiten Weltkriegs war er von 1948 bis 1958 Bürgermeister der Gemeinde Lawalde.

## Schriften (Auswahl)
- Wullt Ihr an Turm mir halfm baun?. W. Stephan, Beiersdorf O. L. 1932
- Wenn die Heimat spricht. Ein Überblick über das Schaffen von Gustav Bayn – Lawalde (= Unsere Heimatliche Lausitz, Heft 1). J. Beltz, Langensalza o. J. [1933].
- Unse Heemt. Druckwerkstatt Michael Voigt, Neusalza-Spremberg 1991.
- Äberlausitz – mei Poaradies. Oberlausitzer Verlag, Spitzkunnersdorf 2008

## Ehrungen
- Gedenktafel am Geburtshaus in Lawalde[1]
- Benennung des Seniorenclubs in Lawalde